# Ischnosiphon foliosus
Ischnosiphon foliosus là một loài thực vật có hoa trong họ Marantaceae. Loài này được Gleason mô tả khoa học đầu tiên năm 1925.